# Cascades Dip
Les cascades Dip són unes cascades sobre columnes basàltiques formades al riu Dip que es troben a la regió nord-oest de Tasmània, Austràlia.

## Localització i característiques
Les cascades es troben a la Reserva Regional de la serradada Dip, a una altitud de 218 metres sobre el nivell del mar.
L'aigua cau des d'una altura entre 22 i 34 m, prop del poble de Sisters Beach, aproximadament 36 km al sud-est de Stanley a través de la Bass Highway.